# Вересень 2010
Ве́ресень — дев'ятий місяць 2010 року, що почався в середу 1 вересня та закінчився у четвер 30 вересня.
- 5 вересня
  - Референдум у Молдові щодо змін до Конституції країни визнано таким, що не відбувся, через замалу явку виборців: 29,7%.

- 27 вересня
  - У Кембриджському університеті на постійній основі відкривається Українська програма, в рамках якої студенти зможуть вивчати українську мову і культуру. Про це повідомив професор Департаменту славістики Кембриджського університету Саймон Франклін.[1]